# Blatnica (Teslić)
Blatnica (szerbül: Блатница), település Bosznia-Hercegovinában, a Szerb Köztársaságban, Teslić községben.

## Fekvése
A település Bosznia-Hercegovina középső részének északi szélén, Dobojtól légvonalban 34, közúton 50 km-re délnyugatra, községközpontjától légvonalban 13, közúton 24 km-re délre, a Blatnica és a Velika Usora folyók összefolyásánál, három erdővel borított hegység, a Trogir, az Irliš és a Đilas lábánál, 330-600 méteres magasságban található. 

## Népessége
| Nemzetiségi csoport | Népesség 1991 | Népesség 2013 |
| ------------------- | ------------- | ------------- |
| Szerb               | 2768          | 1235          |
| Bosnyák             | 7             | 1             |
| Horvát              | 40            | 6             |
| Jugoszláv           | 60            | 0             |
| Egyéb               | 15            | 6             |
| Összesen            | 2890          | 1248          |

## Története
Blatnica, mint a legtöbb környező település, jóval idősebb a községközpont Teslićnél. Már a történelem előtti időkben is barlanglakók lakták ezeket a területeket, melyre több bizonyíték van, főként eszközmaradványok és elejtett barlangi állatok csontvázai. A középkorban Blatnicát Zlatnicának hívták, mert az Usora folyó felső szakaszában és mellékfolyóiban sok arany volt, amelyet mostak. Egy másik hagyomány szerint a hely a 15. század végén és a 16. század elején élt, ezen a területen birtokos testvérekről, Vukašin és Vukmir Zlatonosić bosnyák nemesekről kapta a nevét. Az, hogy Blatnica nem szerepel a történelmi dokumentumokban, csupán annak tudható be, hogy sem a középkorban, sem a török uralom első századában nem falusi jellegű településként, hanem a folyó mentén elszórtan, házcsoportokként alakult ki. Itt vezetett át az Orašjétől Dobojon, Tešanjon és Teslićen keresztül Travnikig futó kereskedelmi út. A Blatnica és az Usora folyók találkozásánál, a medrek mentén végzett ásatások során előkerült malmok és gyapjúfeldolgozó üzem maradványai, valamint az ezen a területen előkerült különféle szerszámok maradványai tanúskodnak arról, hogy itt egykor réz- és vasbányászat folyt. A település azonban csak az osztrák-magyar uralom érkezésével kezdett fejlődni, akik Teslićben fafeldolgozó gyárat építettek, és kitermelték a környező területek erdőit, így az e természeti kincsben gazdag Blatnica környékét is. Ők építették mag azt a keskeny nyomtávú vasutat, amely az Usora medrén kanyargott, és azon négy-öt vagonos szerelvény fahasábokat, hetente egyszer pedig utasokat szállított a városba. Létezéséről ma is tanúskodik a blatnicai partizántemető közelében elhagyott, mindenki által elfeledett úgynevezett „Ćira” vonat mozdonya, mely a rég elmúlt időkre emlékeztet. A fákkal megrakott hosszú tehervonatok rövid időre megálltak Blatnica állomáson, hogy feltöltsék a szükséges vizzel és szénnel, aztán gyorsan továbbhaladtak a teslići főraktárba.  A vasút egészen 1968-ig üzemelt, ekkor állították le, és helyére széles makadámutat, 1985-ben pedig aszfaltos utat építettek. Az egykori pályaudvar épülete a település kellős közepén található, mára szinte romos állapotú, 1947 óta a posta épülete működött benne, amelyben telefon is volt.
Az osztrák-magyar uralom idején épült fel a mai szálloda, ami akkoriban tulajdonképpen munkásétterem volt, valamint néhány kisebb ház, ahol munkások laktak, valamint egy nagy vízerőmű épület, amelyet karbantartottak és felújítottak, ma pedig takarmánykeverő üzemként működik. A gyors folyású Blatnica folyó akkoriban egy kis vízerőművet is táplált, amelynek erejét nappal a mai futballpálya helyén található fűrésztelepen favágásra, éjjel pedig az ebédlő és a nyaralók megvilágítására fordították. Később ugyanez a vízerőmű egy elektromos malmot hajtott, amely napi nyolc órát dolgozott, és 15 órától. Blatnica összes lakó- és üzleti épületét látta el árammal. Blatnicát egészen 1970-ig saját termelésű villany világította, ekkor egész Blatnica területére bevezették at áramot.
A többségben szerb lakosságú település 1878-ig tartozott az Oszmán Birodalomhoz, ekkor a berlini kongresszus határozata alapján az Osztrák-Magyar Monarchia része lett. 1879-ben az első osztrák-magyar népszámlálás során a Tešanji járáshoz és Komušina községhez tartozó településnek 42 háztartása és 413 ortodox szerb lakosa volt. 1910-ben a Tesanji járáshoz tartozó településen 114 háztartást 825 ortodox, 195 római katolikus és 1 muszlim lakost találtak. A monarchia szétesésével 1918-ban előbb a Szerb-Horvát-Szlovén Királyság, majd 1929-től a Jugoszláv Királyság része lett. 1921-ben a községnek 3666 lakosa volt, ebből 3293 ortodox szerb, 255 római katolikus, 116 muszlim, 1 görög katolikus és 1 evangélikus volt . Az 1929-es törvény értelmében, amikor Bosznia-Hercegovinát négy banovinára, Drinskára, Vrbaskára, Zetskára és Primorskára osztották, a település a Vrbaska banovina része lett, amelynek székhelye Banja Luka volt. 
A Jugoszláv Királyság idején Blatnica szépen kiépített ipari település volt. A kis pályaudvar mellett egy gyönyörű szálloda épült étteremmel. Itt számos vendég és úriember kóstolhatta meg a pisztrángból készült ételeket. A blatnicaiak, ahogy ma is, szorgalmas nép volt, akik ragaszkodtak a szerb szokásokhoz, kultúrához és az ortodox hithez. Aktívan foglalkoztak állattenyésztéssel, főleg juhtenyésztéssel. Díszes népviseletet viseltek, csodálatos mintákkal, melyeket művészi ornamentika és szép színharmónia fejezett ki. Az 1930-as években Blatnica községi státusszal rendelkezett, majd Teslićhez csatolták. Akkoriban igazi ipari település volt, iskolával, önkormányzati épülettel, szállodával, étkezdével, rendelővel, számos magánházzal, üzlettel, munkások ipari lakóövezetével. A Szent Lázár fejedelem emlékének szentelt ortodox templom egy tisztásra épült a Trogir-hegység alatt, közvetlenül a vasút mellett, a Velika Usora folyó közelében. Abban az időben Blatnicától nem messze működött egy aktív magnezitbánya. A fentiek mindegyikéből joggal állapítható meg, hogy a Jugoszláv Királyságban található Blatnica nemcsak település volt, hanem kedvelt turisztikai célpont, valamint iparilag fejlett település, minden adottsággal.
Jugoszlávia megszállása után a Független Horvát Állam (NDH) része lett. A második világháború után 1992-ig a település a szocialista Jugoszlávia keretében a Bosznia-Hercegovinai Népköztársaság része volt. A település központjában nap mint nap nyüzsögtek az emberek, helyiek, diákok, kereskedők és különféle szakmák művelői. A lakosok számát az is jelzi, hogy Teslićbe és Dobojba 21 buszjárat közlekedett. Blatnica 1991-ig teljes egészében Teslić önkormányzatához tartozott. A boszniai háború előtt csak maga a településközpont több mint 1000 lakossal rendelkezett. Ma ez a szám lényegesen kisebb a lakók gyors távozása miatt. A daytoni egyezmény aláírása után az egykori település nagyobb része a Szerb Köztársaságban maradt és Teslić községhez tartozik, kisebb része pedig a Bosznia-Hercegovinai Föderációhoz és Zenica községhez tartozik.

## Oktatás
Dositej Obradović Általános Iskola. Az iskola a blatnicai központi iskolából és három regionális kamenicai, mladikovinai és rajševai regionális iskolából áll. A kamenicai körzeti iskola kilenc osztályos, a Mladikovina és a Rajseva kerületi iskolák pedig öt osztályosak. Jelenleg 341 diák jár az iskolába, ahol összesen 61 alkalmazott dolgozik.

## Nevezetességei
A központtól mintegy száz méterre, az Očaus-hegység felé vezető úton található egy kis falusi templom, amelyet 1937-ben építettek és Szent Lázár fejedelem emlékének szenteltek. A templom stílusa középkori templomépítészetünkre emlékeztet. Gyönyörű, tágas és gondozott udvarán egy emlékművet találunk, mely a testvérgyilkos háborúban Blatnik és Mladiko régió elesett fiataljainak állít emléket.